# Lee Tae-im
Lee Tae-im (sinh ngày 2 tháng 9 năm 1986) là nữ diễn viên Hàn Quốc. Cô tốt nghiệp trường trung học Sunggwang và thôi học tại trường Đại học Hanyang để theo học chuyên ngành Sân khấu và Điện ảnh. Cô đã đóng vai chính trong loạt phim Hãy yêu đừng e ngại (2009), cũng như vai phụ trong các bộ phim Days of Wrath (2013) và For the Emperor (2014).

## Đầu đời
Lee có một người em trai mà hiện nay cô ấy vẫn giữ liên lạc.

## Tranh cãi
Lee Tae-im và Kim Ye-won đã đánh nhau khi quay chương trình truyền hình Hàn Quốc My Tutor Friend. Trong quá trình quay, Lee Tae-im phải ngâm mình trong nước lạnh một thời gian dài trong khi Kim Ye-won ở bên ngoài. Sau khi Lee Tae-im ra khỏi nước, Kim Ye-won đã sử dụng những ngôn từ thô lỗ thiếu văn hóa để nói về cô và thay vì cách nói lịch sự được sử dụng khi nói chuyện. Điều này đã gây ra một cuộc hỗn chiến giữa hai diễn viên.
Sau sự cố này, Lee Tae-im đã rút khỏi bộ phim truyền hình My Tutor Friend và các tập còn lại của những bộ phim truyền hình mà cô tham gia, và cô cũng quyết định nghỉ ngơi một thời gian.
Sau vài tháng, cô trở lại với bộ phim truyền hình You Will Love Me. Kim Ye-won đã gửi lời xin lỗi Lee Tae-im và nói trước giới truyền thông rằng cô ấy cảm thấy vô cùng xấu hổ sau vụ việc đó.

## Hoạt động diễn xuất

### Phim
| Năm  | Tên phim        | Vai diễn        |
| ---- | --------------- | --------------- |
| 2011 | S.I.U           | Jung Young-soon |
| 2013 | Day of Wrath    | Ji-hee          |
| 2014 | For the Emperor | Cha Yeon-soo    |

### Phim truyền hình
| Năm  | Tên phim                     | Vai diễn                                   | Kênh phát sóng |
| ---- | ---------------------------- | ------------------------------------------ | -------------- |
| 2007 | Two Outs in the Ninth Inning | (Vai diễn khách mời)                       | MBC            |
| 2008 | All About My Family          | Yoo Tae-young                              | MBC            |
| 2009 | Empress Cheonchu             | Kim Mil-hwa                                | KBS2           |
| 2009 | Hãy yêu đừng e ngại          | Jang Soo-hyun                              | SBS            |
| 2010 | All About Marriage           | Yoon Seo-young                             | KBS2           |
| 2014 | 12 Years Promise             | Joo Da-hae                                 | JTBC           |
| 2015 | My Heart Twinkle Twinkle     | Lee Soon-soo                               | SBS            |
| 2015 | Đoàn tùy tùng                | Bạn gái cũ của Cha Young-bin </br> (Tập 1) | tvN            |
| 2017 | Lady in Dignity              | Yoon Sung-hee                              | JTBC           |